# Comprimento de Kuhn

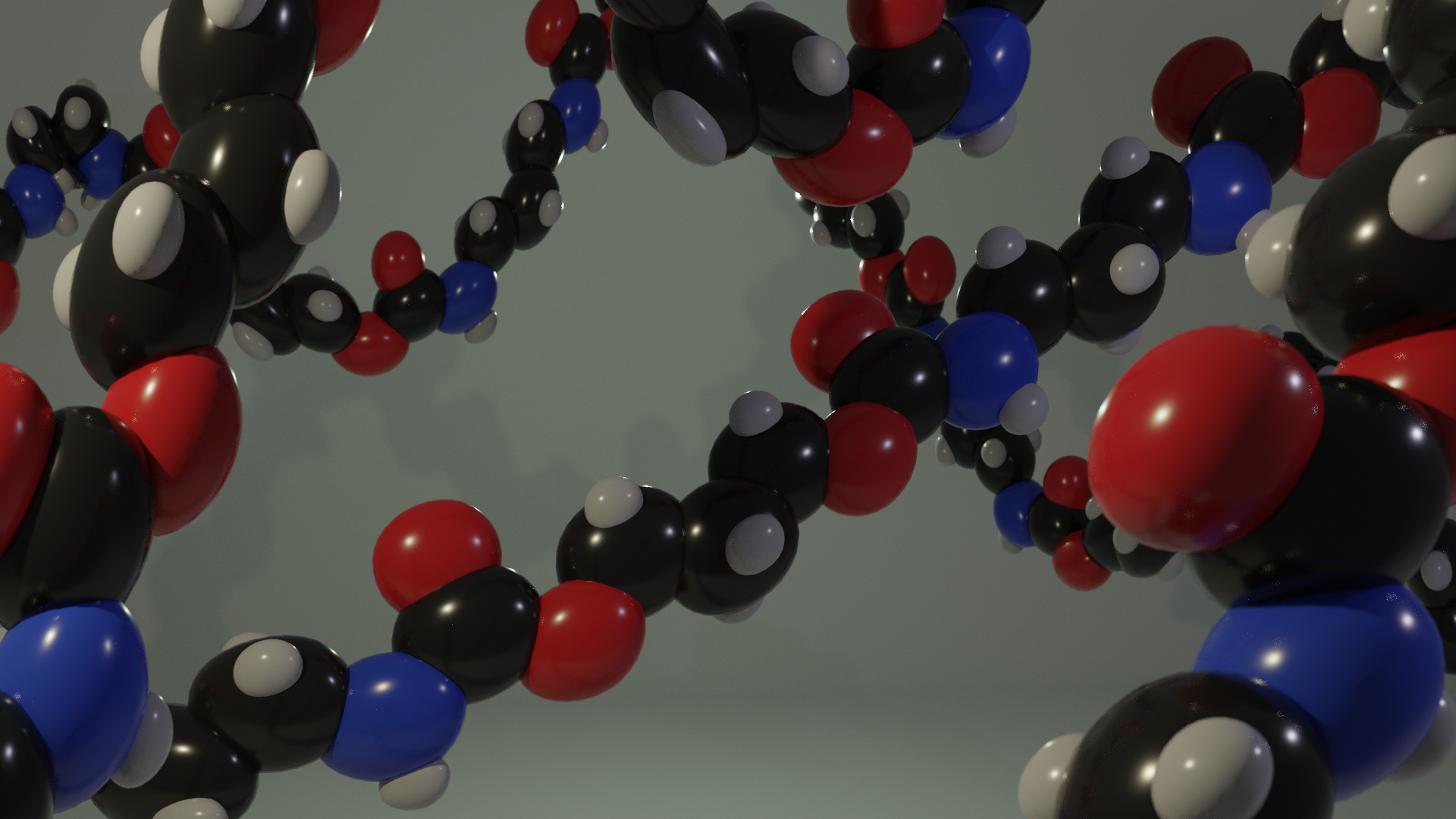
Esquema de macromoléculas de polímero

O comprimento de Kuhn é um tratamento teórico, desenvolvido por Hans Kuhn, no qual uma cadeia de polímero real é considerada uma coleção de {\displaystyle N} segmentos Kuhn, cada um com um comprimento Kuhn {\displaystyle b}, de forma que cada segmento de Kuhn pode ser pensado como se estivessem livremente unidos um com o outro. Cada segmento em uma corrente articulada livremente pode orientar aleatoriamente em qualquer direção sem a influência de quaisquer forças, independentemente das direções tomadas por outros segmentos. Em vez de considerar uma cadeia real consistindo de ligações e com ângulos de ligação fixos, ângulos de torção e comprimentos de ligação, Kuhn considerou uma cadeia ideal equivalente com segmentos conectados, chamados segmentos de Kuhn, que podem se orientar em qualquer direção aleatória.

## Passeio aleatório
O comprimento de uma corrente totalmente esticada é {\displaystyle L=Nb} para a cadeia de segmentos de Kuhn.  No tratamento mais simples, tal cadeia segue o modelo de passeio aleatório, onde cada passo dado em uma direção aleatória é independente das direções tomadas nas etapas anteriores,formando uma serpentina aleatória. A distância média ponta a ponta para uma cadeia que satisfaça o modelo de passeio aleatório é {\displaystyle \langle R^{2}\rangle =Nb^{2}}.
Uma vez que o espaço ocupado por um segmento na cadeia do polímero não pode ser ocupado por outro segmento, um modelo de passeio aleatório auto-evitativo também pode ser usado. A construção do segmento de Kuhn é útil porque permite que polímeros complicados sejam tratados com modelos simplificados como um caminhada aleatória ou uma caminhada evitativa, o que pode simplificar consideravelmente o tratamento.
Para uma cadeia de homopolímero real (consiste nas mesmas unidades de repetição) com comprimento de ligação {\displaystyle l} e ângulo de ligação θ com um potencial de energia do ângulo diédrico, a distância média ponta a ponta pode ser obtida como
{\displaystyle \langle R^{2}\rangle =nl^{2}{\frac {1+\cos(\theta )}{1-\cos(\theta )}}\cdot {\frac {1+\langle \cos(\textstyle \phi \,\!)\rangle }{1-\langle \cos(\textstyle \phi \,\!)\rangle }}},
onde {\displaystyle \langle \cos(\textstyle \phi \,\!)\rangle } é o cosseno médio do ângulo diedro.
O comprimento totalmente esticado {\displaystyle L=nl\,\cos(\theta /2)}. Equacionando as duas expressões para {\displaystyle \langle R^{2}\rangle } e as duas expressões para {\displaystyle L} da cadeia real e da cadeia equivalente com segmentos de Kuhn, o número de segmentos de Kuhn {\displaystyle N} e o comprimento do segmento Kuhn {\displaystyle b} pode ser obtido.

Para cadeias semelhantes a minhocas (WLC), o comprimento de Kuhn é igual a duas vezes o comprimento de persistência.